# Сан-Бенедиту (Сеара)
Сан-Бенедиту (порт. São Benedito) — муниципалитет в Бразилии, входит в штат Сеара. Составная часть мезорегиона Северо-запад штата Сеара. Входит в экономико-статистический микрорегион Ибиапаба. Население составляет 42 255 человек на 2006 год. Занимает площадь 338,149 км². Плотность населения — 125,0 чел./км².
Праздник города — 25 ноября.

## История
Город основан в 1873 году.

## Статистика
- Валовой внутренний продукт на 2003 год составляет 82 007 650,00 реалов (данные: Бразильский институт географии и статистики).
- Валовой внутренний продукт на душу населения на 2003 год составляет 1991,83 реалов (данные: Бразильский институт географии и статистики).
- Индекс человеческого развития на 2000 год составляет 0,618 (данные: Программа развития ООН).

## Галерея

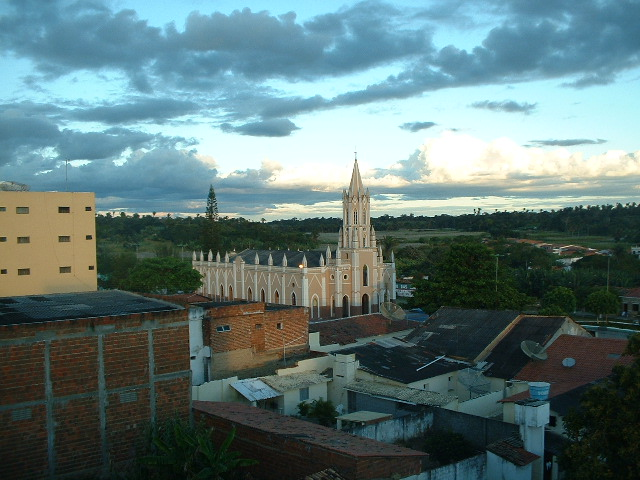
Главная церковь (igreja matriz[порт.]) муниципалитета.
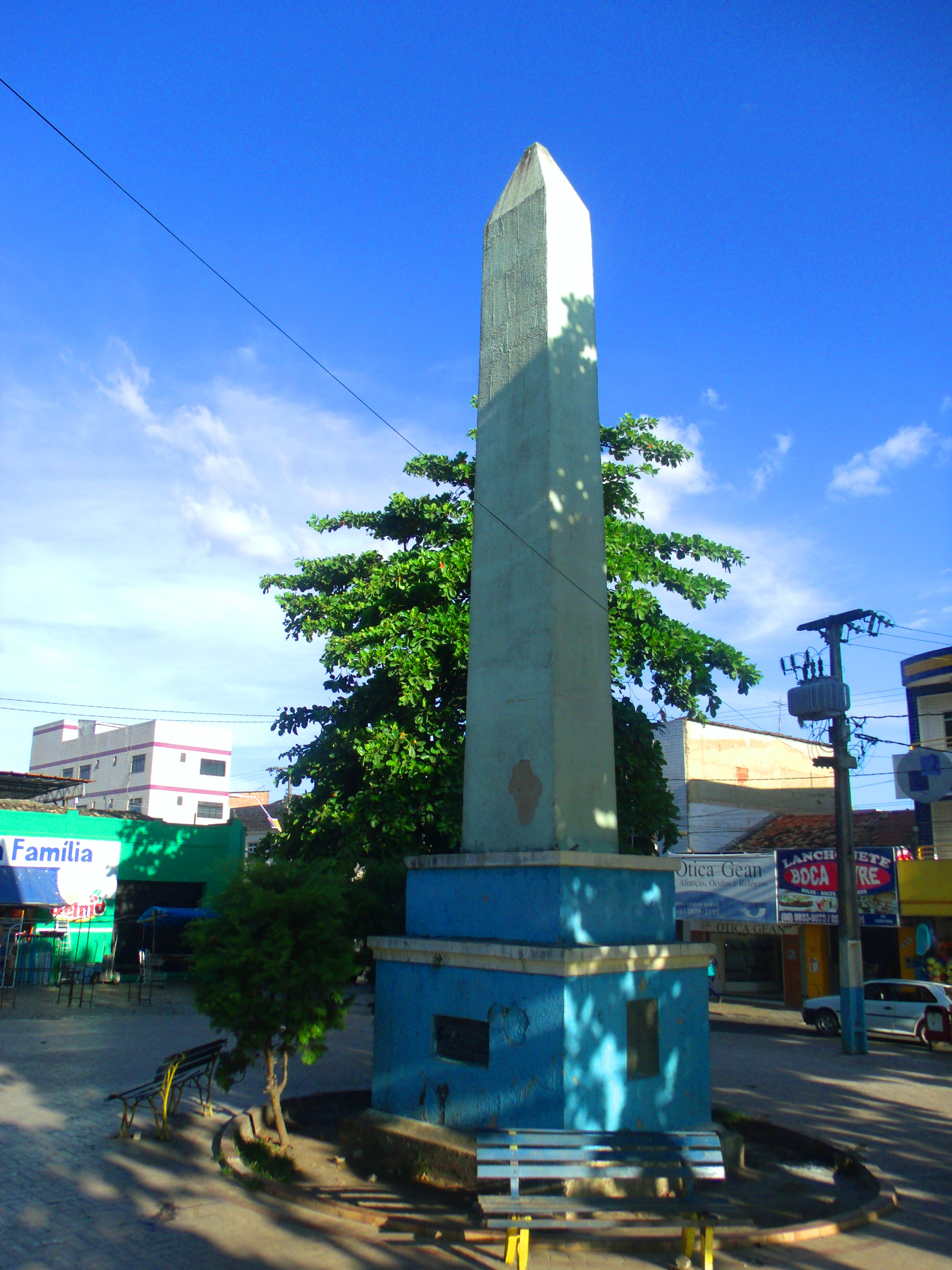
Обелиск, воздвигнутый в 1973 году в честь первого столетия муниципалитета.